# Лонги (Мачерата)
Лонги (итал. Longhi) насеље је у Италији у округу Мачерата, региону Марке.
Према процени из 2011. у насељу је живело 36 становника. Насеље се налази на надморској висини од 140 м.